# Nhà thờ Thánh George ở Trnová
Nhà thờ Thánh George ở Trnová (tiếng Slovakia: Kostol svätého Juraja v Trnové) là một nhà thờ Công giáo La Mã tọa lạc ở quận Žilina, thành phố Trnová, vùng Žilina, Slovakia. Nhà thờ này là một tòa nhà bằng gỗ nằm ở cực Tây của Slovakia. Vào ngày 5 tháng 11 năm 1963, nhà thờ được ghi danh vào Danh sách Di tích Trung ương theo quyết định của Bộ Văn hóa Cộng hòa Slovakia. Hiện tại, nhà thờ không mở cửa cho công chúng.

## Miêu tả
Các văn bản đề cập đến năm xây dựng chính xác của nhà thờ Thánh George ở Trnová không được lưu giữ, nhưng chắc chắn rằng nhà thờ này từng đứng ở giữa một nghĩa trang nằm ở phía tây bắc của ngôi làng vào giữa thế kỷ 16.
Cung thánh hình chữ nhật quay mặt về hướng Đông. Gian giữa ngắn hình vuông, phía trên có thêm một ngọn tháp chuông, trong đó đặt hai quả chuông.
Nội thất ban đầu của nhà thờ hiện chỉ còn một phần. Trên bàn thờ theo kiểu Baroque được dựng vào nửa đầu thế kỷ 18 có một tác phẩm điêu khắc của Thánh George. Gia đình Podhorský người gốc Višňová tặng tác phẩm điêu khắc này cho nhà thờ vào năm 1720. Bên cạnh bàn thờ là một bức tượng Đức Mẹ Vô Nhiễm nguyên tội bằng gỗ.